# La bella i la bèstia
|  | Per a altres significats, vegeu «La bella i la bèstia (desambiguació)». |

La bella i la bèstia (títol original en francès: La Belle et la Bête) és un conte tradicional, conegut principalment per la versió de Jeanne-Marie Leprince de Beaumont. El seu èxit li ha valgut adaptacions en forma de pel·lícules (entre les quals destaca la versió de Walt Disney, candidata als Òscar), musicals i obres de teatre.

## Argument
Un home de viatge es perd i entra en un castell misteriós, ple de riqueses però aparentment buit. Hi passa la nit, gaudint de bon menjar i llit, i abans de marxar, talla una rosa del jardí per a la seva filla petita, anomenada Bella. Llavors, apareix una bèstia que amenaça de matar-lo pel robatori de la flor. Aterrit, l'home suplica clemència i la bèstia accedeix a canvi que enviï una de les seves tres filles a viure amb ell al castell.
La Bella, la seva filla petita, accedeix a ser ella l'escollida i viu al castell, on descobreix que la bèstia és un ésser generós que la tracta com una princesa. Li dona un mirall màgic on pot veure la seva família, el seu pare i les seves dues germanes grans i dolentes, i ella és feliç. Un dia, però, la Bella descobreix que el seu pare està a punt de morir i demana permís per assistir-lo, prometent tornar en set dies. Per les trampes de les seves dues germanes grans i dolentes, la Bella torna un dia més tard i troba la bèstia a punt de morir i agonitzant del dolor de la seva traïció. La Bella plorosa, li diu que l'estima, i que no es mori i quan la Bella li dona un petó a la bèstia, la bèstia es transforma en un príncep molt ben plantat que havia estat encantat per una bruixa o fada dolenta. La Bella i el príncep es casen i viuen feliços al castell del príncep durant molts i molts anys i les dues germanes grans i dolentes de la Bella com a càstig per ser tan dolentes amb la Bella, la seva germana petita, es transformen en dues estàtues de pedra i les traslladen a les dues germanes grans i dolentes de la Bella, transformades en dues estàtues de pedra, als jardins del castell del príncep com a càstig per ser tan dolentes amb la Bella, la seva germana petita.

## Anàlisi
La relació entre una dona jove i bella i un monstre o una bèstia que en realitat és, un príncep encantat, és un lloc comú dels contes de fades, com es veu amb les noies que menjava el drac de sant Jordi, King Kong i altres contes populars. Una variant n'és que l'home sigui un humà deforme en comptes d'un animal, com en El Fantasma de l'Òpera o la paròdica Shrek. Els antecedents clàssics podrien estar en la història de Psique o en l'ase d'Apuleu.
Un altre tòpic és la figura de la Bella, la filla petita com a bona i pura, davant l'enveja de les seves dues germanes grans i dolentes (en la versió masculina, Benjamí és l'heroi que acaba triomfant). El fet que la Bella, la filla petita, bona i pura, vol com a regal una rosa demanat al seu pare, un altre símbol de la bellesa i de la senzillesa, reforça el seu caràcter simbòlicament. L'aparició d'elements com el mirall màgic de la Bèstia també és pròpia d'aquest tipus de narracions.
La crítica del segle xviii va veure-hi una faula sobre els matrimonis de conveniència, en què joves es casaven amb vells, físicament lletjos però amb possibilitats d'esdevenir encantadors si es dona l'amor (en contra d'aquesta visió del món que justificava aquests casaments van sorgir nombroses obres, com El sí de las niñas, de Leandro Fernández de Moratín).
L'ensenyament del conte es pot entendre des de dos vessants: la crítica al culte a la bellesa física, ja que un cos poc agraciat pot amagar una gran personalitat i, d'una altra banda, la importància de mantenir les promeses. El final feliç, un requisit dels contes infantils, acaba amb l'amor de la parella que la salva de la mort, com en el cas de La Bella Dorment i La Blancaneu i els set nans.
Aquest conte conegut com La Bella y la Bestia de la pel·lícula de Walt Disney de 1991 és originat en el conte tradicional francès homònim de Jeanne-Marie Leprince de Beaumont. En català se'n coneixen dues versions: l'una, Abella (València, 1975) inclosa en el conjunt de rondalles publicades per Enric Valor (Castalla, 1911-València, 2000) i, d'altra, inclosa en l'obra Contes de riurau. Contes populars de la Marina Alta (1988), de Pepa Guardiola (Xàbia, 1953).